# Diego Laxalt
Artikeln följer den spanska namnseden; faderns efternamn är Laxalt och moderns efternamn Suárez.
Diego Sebastián Laxalt Suárez, född 7 februari 1993 i Montevideo, är en uruguayansk fotbollsspelare (yttermittfältare) som spelar för ryska Dynamo Moskva.

## Klubbkarriär
Laxalt spelade en säsong för Defensor Sporting i uruguayanska Primera División. Han kontrakterades med den italienska Serie A-laget Internazionale i augusti 2013.
Laxalt spelade sin första Serie A-match för Bologna den 25 september 2013, mot AC Milan. Laxalt gjorde två mål i matchen, som slutade oavgjort (3–3).
I augusti 2018 värvades Laxalt av Milan. Den 31 augusti 2019 lånades han ut till Torino på ett låneavtal över säsongen 2019/2020. Den 31 januari 2020 återkallades Laxalt av Milan. Den 5 oktober 2020 lånades Laxalt ut till skotska Celtic på ett låneavtal över säsongen 2020/2021.
Den 22 juni 2021 värvades Laxalt av ryska Dynamo Moskva, där han skrev på ett treårskontrakt med option på ytterligare ett år.

## Landslagskarriär
Laxalt deltog i Uruguays trupp vid U20-världsmästerskapet i fotboll 2013, som spelades i Turkiet, och som laget lyckades ta en andraplacering i mästerskapet, efter att ha förlorat mot Frankrike i finalen på straffsparksläggning. Laxalt hade tidigare under 2013 spelat för U-20-laget vid det sydamerikanska U20-mästerskapet, som laget tog en fjärdeplacering.

## Meriter
Uruguay U20
- Sydamerikanska U20-mästerskapet i fotboll 2013 – fjärdeplacering
- U20-världsmästerskapet i fotboll 2013 – andraplacering